# Leptometopa veracildae
Leptometopa veracildae är en tvåvingeart som beskrevs av Mello, Rodrigues och Lamas 2007. Leptometopa veracildae ingår i släktet Leptometopa och familjen sprickflugor. Inga underarter finns listade i Catalogue of Life.